# Lords of Dogtown
Lords of Dogtown is een film uit 2005 onder regie van Catherine Hardwicke.

## Verhaal
Deze film is een fictieve biografie over het leven van een groep jonge, getalenteerde skateboarders die opgegroeid zijn in Dogtown. Ze noemen zichzelf de Z-Boys en oefenen in lege zwembaden van nietsvermoedende bewoners.

## Rolverdeling
| Acteur              | Personage    |
| ------------------- | ------------ |
| John Robinson       | Stacy        |
| Emile Hirsch        | Jay          |
| Jeremy Renner       | Jays manager |
| Rebecca De Mornay   | Philaine     |
| William Mapother    | Donnie       |
| Nikki Reed          | Kathy Alva   |
| Heath Ledger        | Skip         |
| Julio Oscar Mechoso | Meneer Alva  |
| Victor Rasuk        | Tony         |
| Vincent Laresca     | Chino        |
| Elden Henson        | Billy Z      |
| Michael Angarano    | Sid          |
| Melonie Diaz        | Blanca       |
| Sofía Vergara       | Amelia       |